# Liège-Bastogne-Liège 1892
La 1re édition de la course cycliste Liège-Bastogne-Liège a eu lieu le 29 mai 1892 et a été remportée par Léon Houa. L'épreuve comptait 250 kilomètres et le vainqueur la termina en 10 h 48 min 36 s soit 23,32 km/h de moyenne. Cette première édition était réservée aux coureurs amateurs et organisée par le Liège Cyclist Union, dont était alors membre Léon Houa.

## Classement final
| Cycliste              | Pays     |    | Temps            |
| 1. Léon Houa          | Belgique | en | 10 h 48 min 36 s |
| 2. Léon Lhoest (nl)   | Belgique | +  | 22 min 00 s      |
| 3. Louis Rasquinet    | Belgique |    | 44 min 00 s      |
| 4. Antoine Gehenniaux | Belgique |    | 57 min 00 s      |
| 5. Henri Thanghe      | Belgique |    | 59 min 00 s      |
| 6. Jos Berchmans      | Belgique |    | 1 h 11 min 00 s  |
| 7. Gustave Ghiot      | Belgique |    | 1 h 22 min 00 s  |
| 8. René Nulens        | Belgique |    | 1 h 42 min 00 s  |
| 9. Maurice Tips       | Belgique |    | 1 h 58 min 00 s  |
| 10. Willem Muller     | Belgique |    | 2 h 31 min 00 s  |